# Лез-Отель
Лез-Отель (фр. Les Autels) — коммуна во Франции, находится в регионе Пикардия. Департамент коммуны — Эна. Входит в состав кантона Вервен. Округ коммуны — Вервен.
Код INSEE коммуны — 02038.

## Население
Население коммуны на 2010 год составляло 74 человека.
| 1962 | 1968 | 1975 | 1982 | 1990 | 1999 | 2010 |
| ---- | ---- | ---- | ---- | ---- | ---- | ---- |
| 146  | 146  | 118  | 89   | 99   | 74   | 74   |

## Экономика
В 2010 году среди 34 человек трудоспособного возраста (15—64 лет) 21 были экономически активными, 13 — неактивными (показатель активности — 61,8 %, в 1999 году было 54,5 %). Из 21 активных жителей работали 20 человек (12 мужчин и 8 женщин), безработной была 1 женщина. Среди 13 неактивных 2 человека были учениками или студентами, 7 — пенсионерами, 4 были неактивными по другим причинам.